# Kirche der Pfeifferschen Stiftungen (Magdeburg)

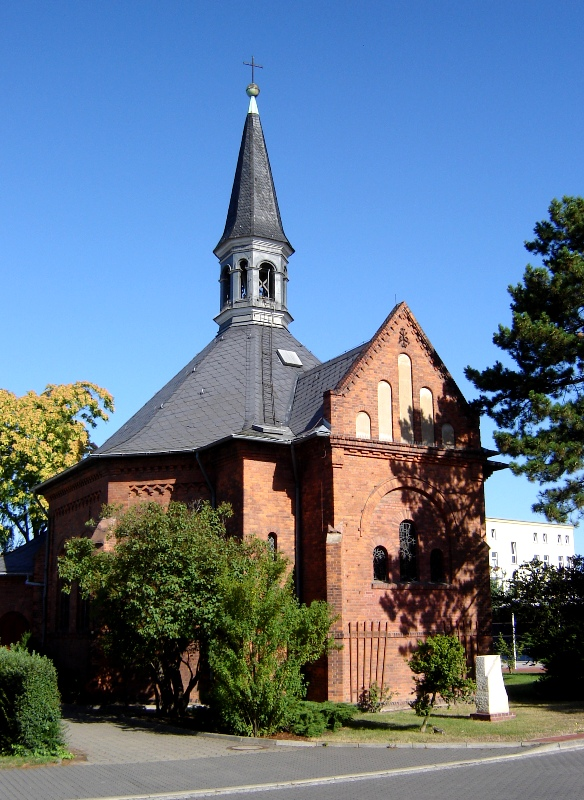
Samariterkirche

Die Kirche der Pfeifferschen Stiftungen (auch Samariterkirche) ist eine Evangelische Kirche im Magdeburger Stadtteil Cracau.

## Geschichte
Nachdem die Pfeifferschen Stiftungen 1889 als „Evangelisches Johannesstift“ zur Pflege alter Menschen durch den evangelischen Superintendenten Gustav Adolf Pfeiffer gegründet wurden, wurde am 8. Mai 1899 die Kirche der Pfeifferschen Stiftungen geweiht.
Während eines Luftangriffs auf die Stadt Magdeburg am 21. Januar 1944 wurde die Kirche fast völlig zerstört, so dass der Abriss drohte. Erst 1949 begannen die Wiederaufbauarbeiten und wurden noch im selben Jahr beendet.

## Bauwerk
Schon beim Entwurf der Kirche wurde auf die geplante Nutzung geachtet. So wurde eine Seitenhalle speziell für Behinderte, Rollstuhlfahrer und Tragen konzipiert. Die neoromanische Backsteinkirche besteht aus einem achteckigen Kuppelbau mit Vorhalle und zwei Seitenhallen. Auf der Kuppel des Achtecks befindet sich der Glockenturm. Die Altarfenster zeigen insbesondere Szenen, in denen Begegnungen Jesu mit Behinderten zu sehen sind.
1951 erhielt die Kirche einen Muschelkalkaltar nach dem Entwurf des Bildhauers Ludwig Göbel, 1953 ein Kruzifix des Bildhauers Rudolf Wewerka.
1955 wurde in die Kirche eine Empore eingebaut sowie die Orgel wieder aufgestellt.